# Chích chòe nước đầu trắng
Chích chòe nước đầu trắng, tên khoa học: Enicurus leschenaulti, là một loài chim trong họ Đớp ruồi (Muscicapidae). Loài này được Vieillot phân loại vào năm 1818.

## Hình ảnh

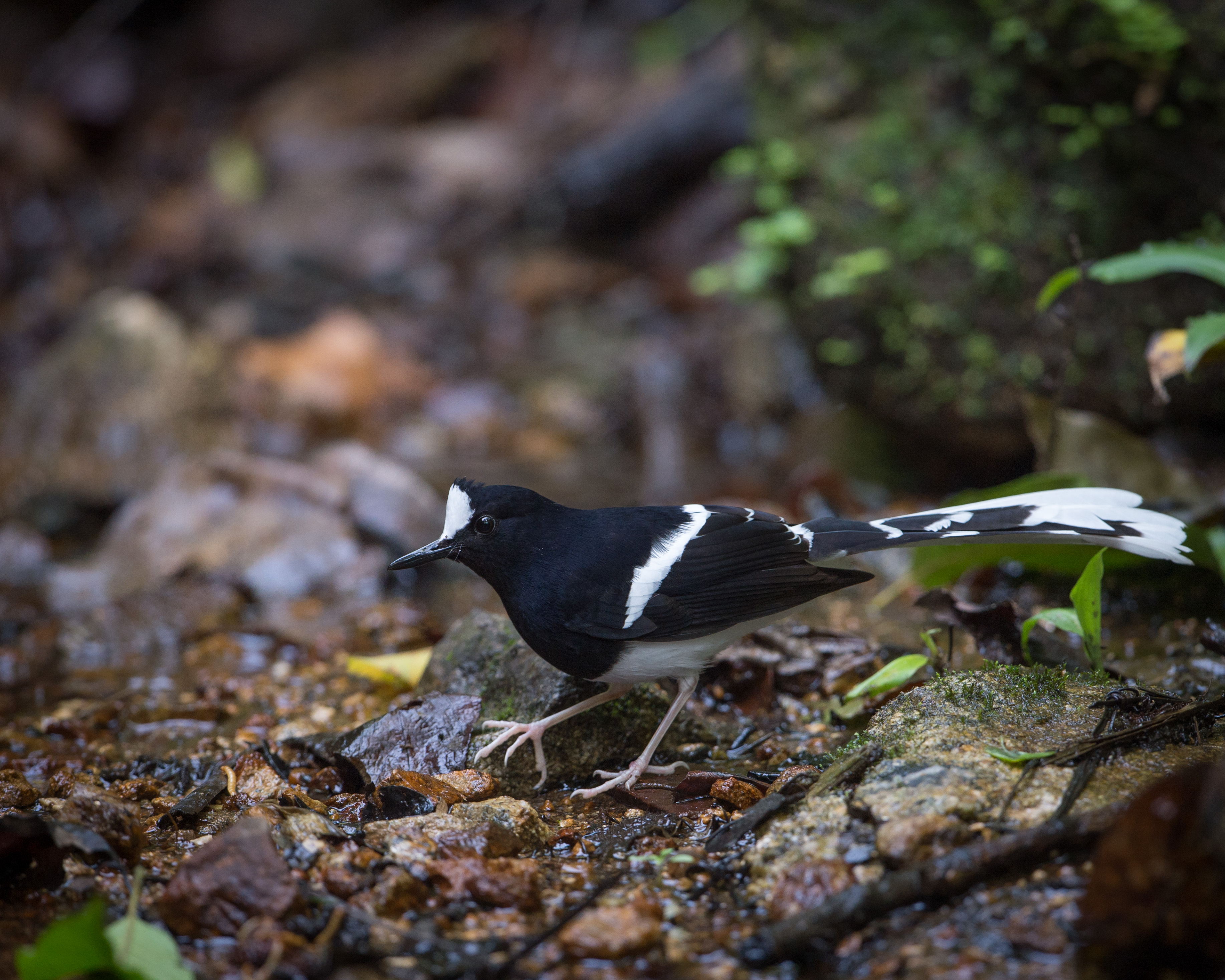
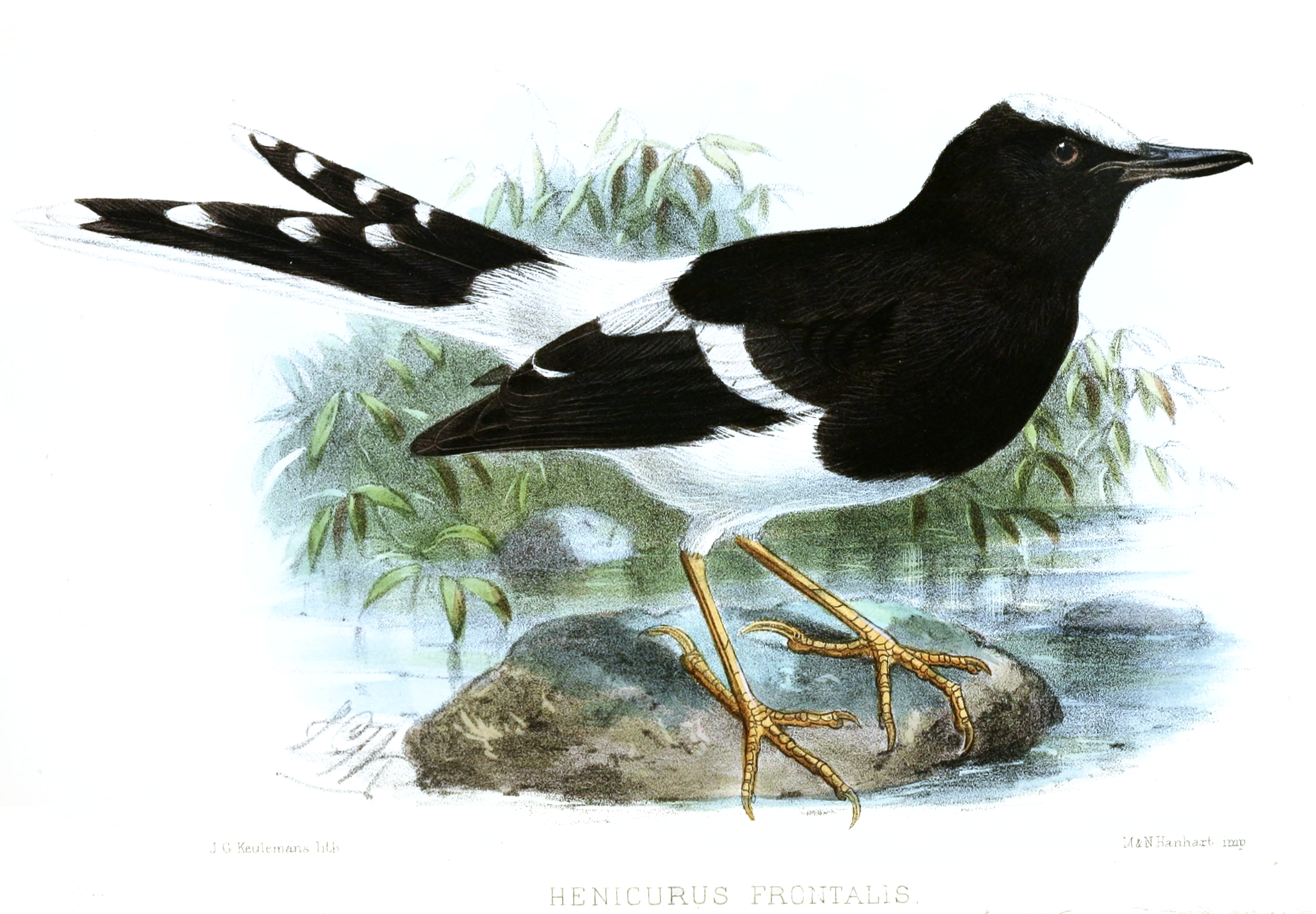
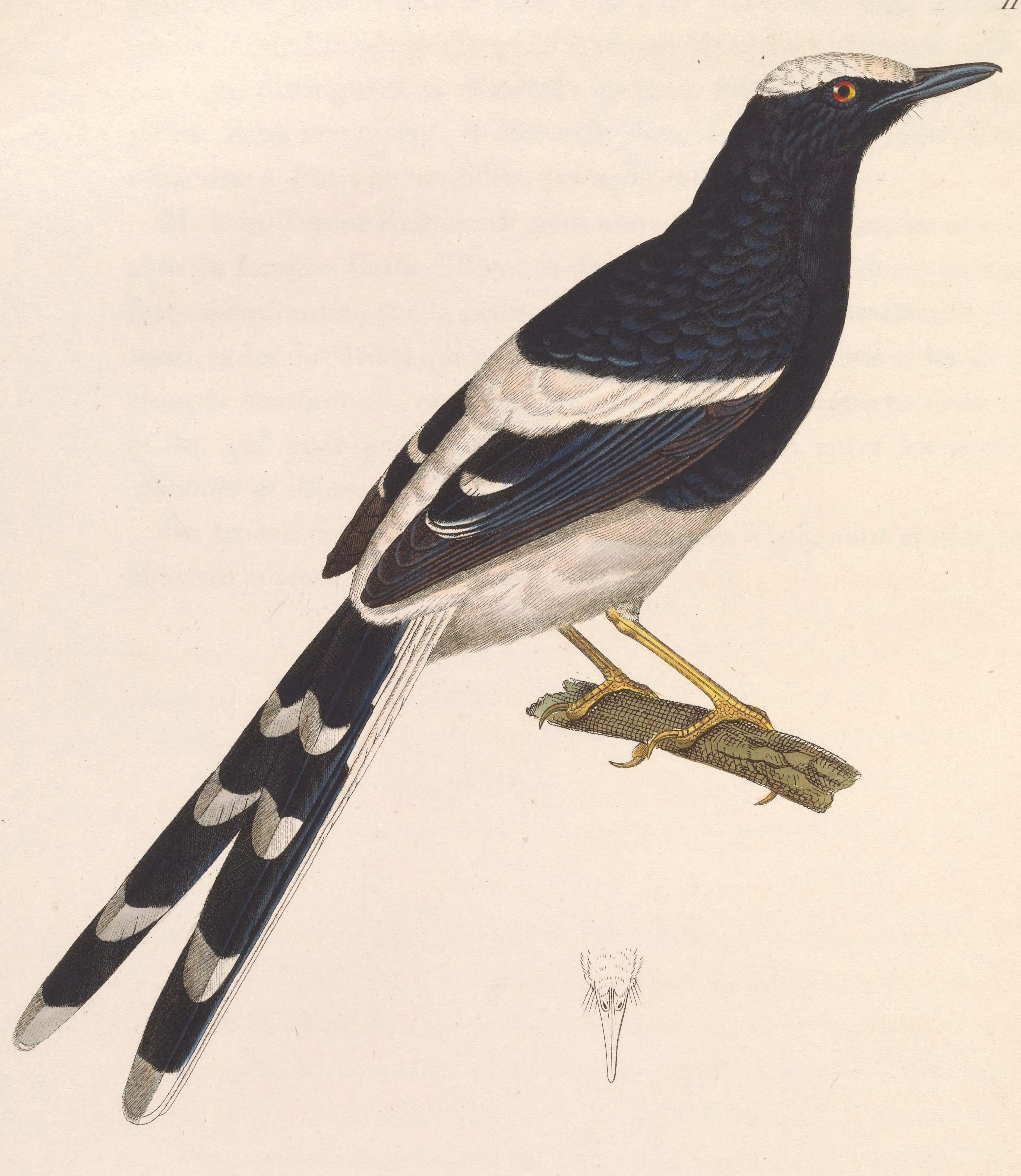
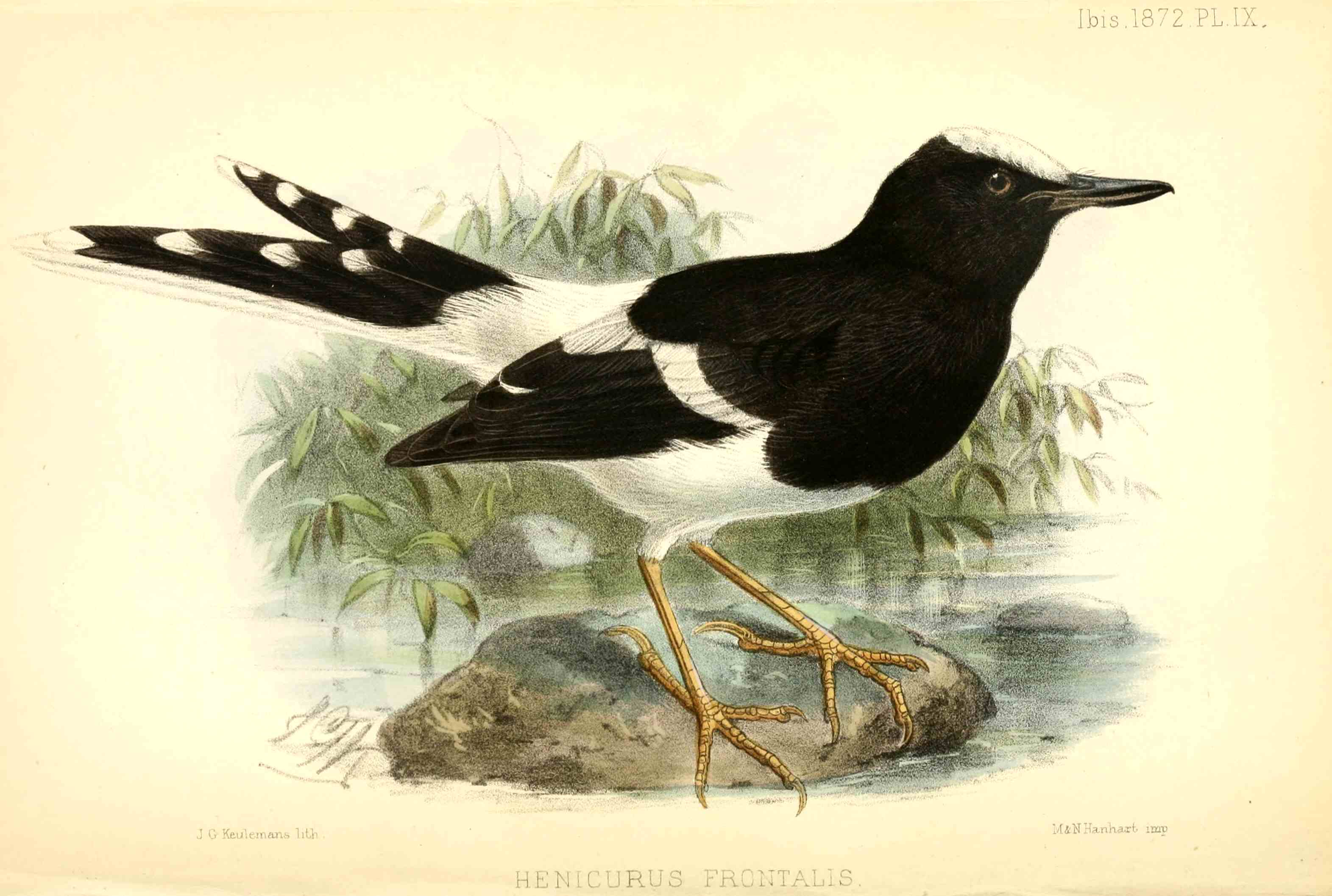